# Vrbice (okres Karlovy Vary)
Vrbice (německy Großfürwitz) je obec v okrese Karlovy Vary v Karlovarském kraji. Nachází se zhruba 8,5 kilometru severovýchodně od Žlutic. Žije v ní 201 obyvatel.

## Historie
První písemná zmínka o vesnici pochází z roku 1384.

## Obyvatelstvo
Při sčítání lidu v roce 1921 zde žilo 247 obyvatel (z toho 119 mužů), z nichž byli dva Čechoslováci, 243 Němců a dva cizinci. Až na sedm židů byli římskými katolíky. Podle sčítání lidu z roku 1930 měla vesnice 248 obyvatel: šest Čechoslováků, 236 Němců a šest cizinců. Počet židů poklesl na tři a ostatní se hlásili k římskokatolické církvi.
|                                                                       | 1869 | 1880 | 1890 | 1900 | 1910 | 1921 | 1930 | 1950 | 1961 | 1970 | 1980 | 1991 | 2001 | 2011 | 2021 |
| --------------------------------------------------------------------- | ---- | ---- | ---- | ---- | ---- | ---- | ---- | ---- | ---- | ---- | ---- | ---- | ---- | ---- | ---- |
| Obyvatelé                                                             | 220  | 287  | 307  | 271  | 233  | 247  | 248  | 112  | 98   | 159  | 141  | 153  | 136  | 129  | 130  |
| Domy                                                                  | 45   | 48   | 49   | 50   | 50   | 48   | 55   | 38   | 48   | 23   | 26   | 27   | 41   | 42   | 44   |
| Počet domů z roku 1961 zahrnuje domy místních částí Bošov a Skřipová. |      |      |      |      |      |      |      |      |      |      |      |      |      |      |      |

## Obecní správa
Mezi lety 1869–1974 Vrbice byla obcí v okrese Žlutice (1869–1930), poté v okrese Toužim (1950) a později v okrese Karlovy Vary. Od 1. ledna 1975 do 23. listopadu 1990 patřila jako část obce k Valči a od 24. listopadu 1990 je opět samostatnou obcí.

### Části obce
- Vrbice
- Bošov
- Skřipová

V letech 1961–1965 k obci patřila i Mokrá.

### Obecní symboly
Znak a vlajka byly obci uděleny rozhodnutím předsedy Poslanecké sněmovny Parlamentu České republiky dne 7. října 2003.

## Hospodářství

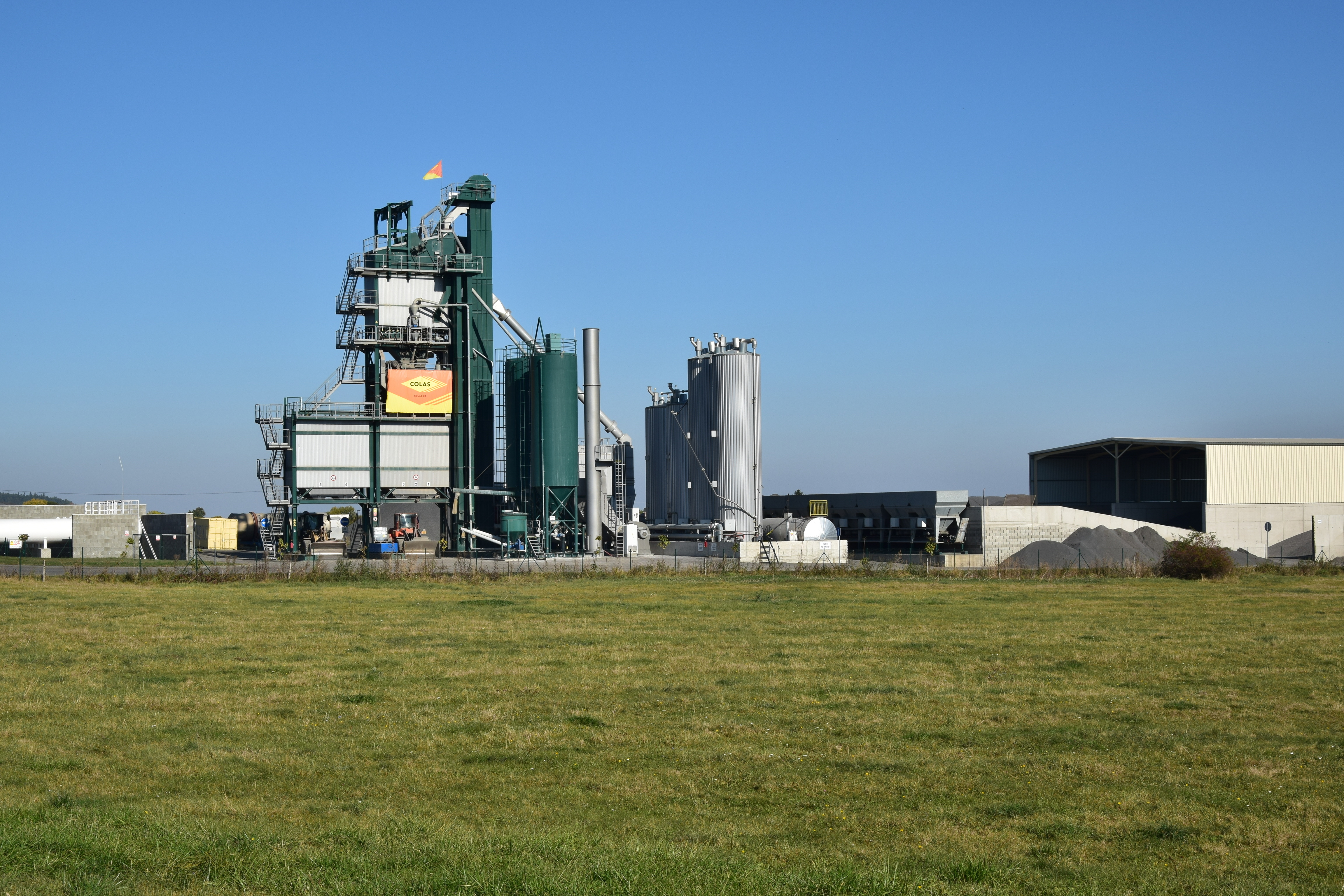
Obalovna Colas jižně od vesnice

Severozápadně od vesnice stojí na jihovýchodním svahu Hlavákovského vrchu dvojice větrných elektráren typu Enercon E 82. Elektrárny jsou 139 metrů vysoké a jejich výkon je 3,2 MW.

## Pamětihodnosti
- Kaple svaté Anny
- Železný obecní kříž na návsi, kulturní památka